# لغة الخشب

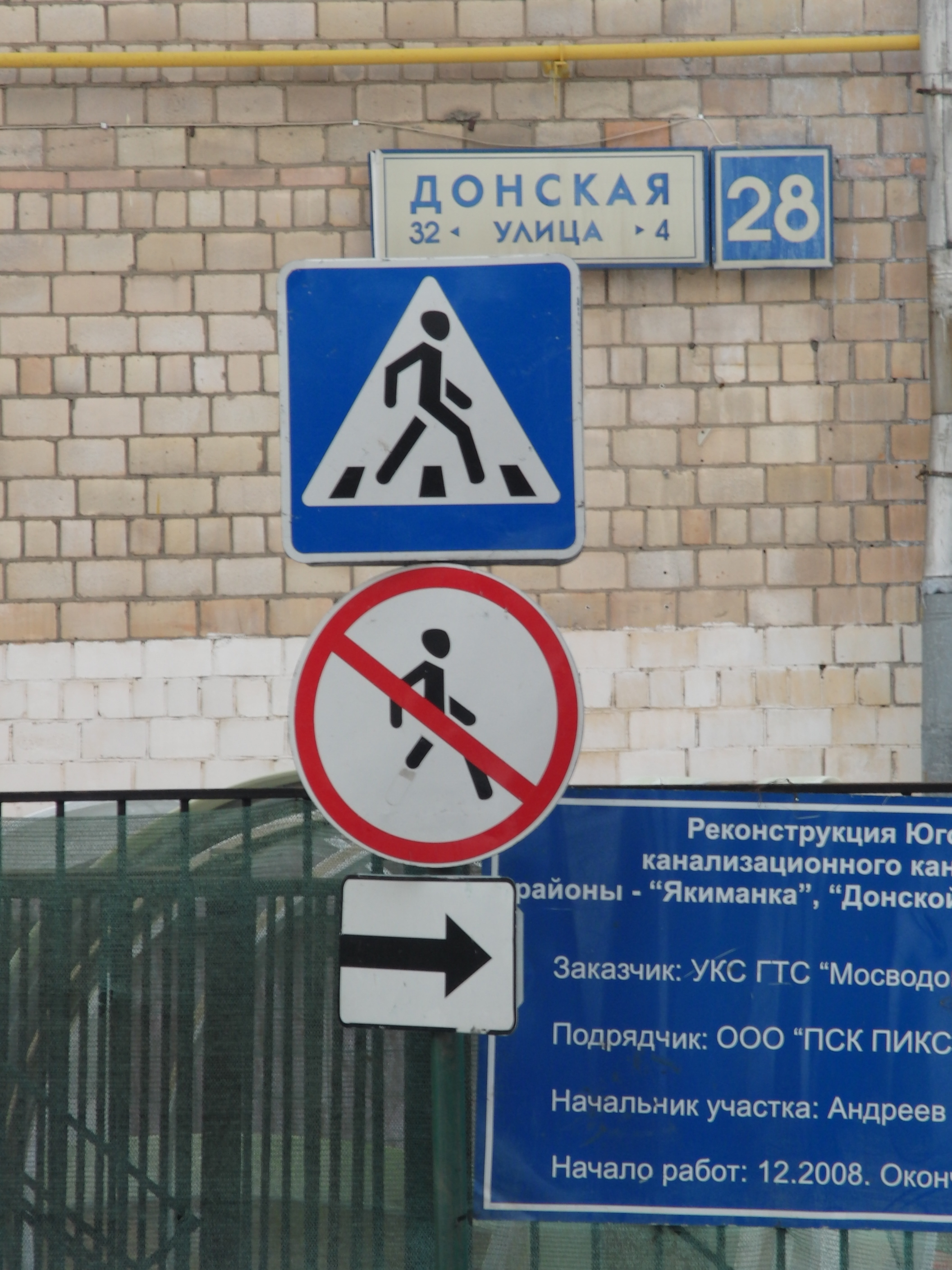

لغة الخشب هي ترجمة حرفية للتعبير الفرنسي (بالفرنسية: Langue de bois)‏، الذي يقصد به اللغة التي تستخدم عبارات مبهمة وغامضة ومجردة أو لمّاعة لتحرف الانتباه عن القضايا البارزة. المصطلح شاع استخدامه في السبيعنيات والثمانينيات من القرن العشرين.